# San Rafael, Heredia
San Rafael är en ort i Costa Rica.   Den ligger i provinsen Heredia, i den centrala delen av landet, 9 km norr om huvudstaden San José. San Rafael ligger 1 263 meter över havet och antalet invånare är 8 887.
Terrängen runt San Rafael är kuperad åt nordväst, men åt sydost är den platt. Runt San Rafael är det mycket tätbefolkat, med 6 711 invånare per kvadratkilometer. Närmaste större samhälle är San José, 9,1 km söder om San Rafael. Runt San Rafael är det i huvudsak tätbebyggt.